# Chapter 11: The Heiress
"Chapter 11: The Heiress" es el tercer episodio de la segunda temporada de la serie de televisión estadounidense en streaming The Mandalorian. Fue escrito por el showrunner Jon Favreau y dirigida por Bryce Dallas Howard. Fue lanzado en Disney+ el 13 de noviembre de 2020. El episodio está protagonizado por Pedro Pascal como el Mandaloriano, un cazarrecompensas solitario que huye con "El Niño", en busca de la gente de este último, los Jedi. Katee Sackhoff es la estrella invitada como Bo-Katan Kryze, un personaje al que prestó su voz en las series animadas Star Wars: The Clone Wars y Star Wars: Rebels. El episodio recibió críticas positivas.

## Trama
El Razor Crest, gravemente dañado, se estrella en la luna de Trask. La Dama Rana se reúne con su esposo, quien dirige al Mandaloriano a una posada, donde se entera de que se han visto tres mandalorianos, y el capitán de un barco de arrastre de Quarren ofrece pasaje para encontrar a los mandalorianos.
En el mar, el Capitán les muestra un Mamacore que están transportando. Cuando de repente arroja el portador del Niño a la jaula de la bestia, el Mandaloriano se lanza tras el Niño y queda atrapado dentro de la jaula, donde intentan matarlo por su armadura. En ello, los mandalorianos vienen a su rescate, matando a toda la tripulación. La líder Bo-Katan Kryze y sus compañeros de equipo, Koska Reeves y Ax Woves supuestamente rompen un tabú al quitarse los cascos. El Mandaloriano inmediatamente desconfía de ellos, pero ella explica su herencia mandaloriana y que él es un Niño de la Guardia, un grupo formado por fanáticos que siguen "el (antiguo) Camino (del Mandalore)", que la corriente principal, la sociedad mandaloriana no lo hace. El Mandaloriano se va, rechazando obstinadamente la ayuda de Bo-Katan.
El Mandaloriano es atacado por el hermano del capitán del barco pesquero muerto. Una vez más, Bo-Katan acude en su ayuda; más tarde explica que los restos imperiales todavía saquean Mandalore y su equipo está asaltando barcos de carga para robar armas y recuperar su mundo natal. Ella promete la información que necesita a cambio de su ayuda en su próxima redada. El Niño se queda con la Dama Rana.
El equipo hace un trabajo rápido de eliminar a los Stormtoopers a bordo del carguero y toman el control de la carga. Bo-Katan altera la misión y decide tomar toda la nave. También revela que busca una reliquia mandaloriana que le habían robado: el sable oscuro. El mandaloriano es reacio al plan y Bo-Katan se burla de él diciendo la frase de su credo: "El camino así es". El Capitán alerta a Moff Gideon, pero es demasiado tarde para recibir ayuda. Gideon le dice al Capitán que sacrifique el barco para matarlos a todos. El Mandaloriano carga peligrosamente contra un grupo de soldados de asalto, lo que permite que el resto del grupo tome el control del barco a tiempo. Ella presiona al Capitán para que le diga la ubicación del Darksaber, pero él le dice que ella ya debe saberlo y se elimina a través de una sorpresa suicida.
Bo-Katan agradece al Mandaloriano y lo invita a unirse a ellos en futuras misiones, diciendo que su valentía será recordada. Él se niega, diciendo que debe continuar su búsqueda. Mientras afirma que la oferta sigue en pie, Bo-Katan lo dirige a la ciudad de Calodan en el planeta boscoso de Corvus, donde encontrará a una Jedi llamada Ahsoka Tano. Regresa a tierra, donde observa que su nave fue reparada con trozos del puerto y con el niño emprenden viaje.

## Producción

### Desarrollo
El episodio fue escrito por el creador de la serie Jon Favreau y dirigido por Bryce Dallas Howard . El personaje Bo-Katan Kryze fue creado por Dave Filoni y apareció por primera vez en 2011 en la serie animada The Clone Wars. A Sackhoff le resultó difícil dar vida a Kryze. Quería hacer que el personaje se sintiera familiar pero más grande y mejor que antes. Ella dijo que la experiencia se sintió como si fuera el personaje animado Roger Rabbit explorando el mundo real. Sackhoff pensó en Bo-Katan como majestuoso y estoico y no quería que su rostro fuera demasiado expresivo, pero tampoco quería que su actuación fuera demasiado rígida y rígida. Howard la comparó con humor con Pinocho y alentó a Sackhoff diciendo "muchacho más real". Hubo extensas discusiones sobre cómo se vería el cabello. Necesitaba ser realista pero también familiar. Como estaba trabajando en una serie para Netflix, Sackhoff no pudo teñirse el cabello y tuvo que usar una peluca.
La secuencia de reingreso atmosférico fue un homenaje al Apolo 13 dirigido por Ron Howard, el padre de Bryce. La grúa portuaria es un AT-AT modificado.
La diseñadora de vestuario Shawna Trpcic encargó al escultor José Fernández y su Ironhead Studios que construyeran una armadura mandaloriana para Bo-Katan y Koska. El distintivo peinado de trenzas cruzadas de Koska Reeves fue creado por la estilista Maria Sandoval.

### Casting
El 12 de mayo de 2020, se anunció que Katee Sackhoff se había unido al elenco de The Mandalorian y que interpretaría a Bo-Katan Kryze, papel que había interpretado anteriormente en las serie de televisión animadas Star Wars: The Clone Wars y Star Wars Rebels. Otros actores coprotagonistas elegidos para este episodio son Misty Rosas que regresa como Frog Lady, Mercedes Varnado como Koska Reeves, Simon Kassianides como Ax Woves, Titus Welliver como Imperial Captain y Giancarlo Esposito que regresa como Moff Gideon. Otros actores invitados para este episodio incluyen a John Cameron como el Hombre Rana, Norwood Cheek como un servidor Mon Calamari, Kevin Dorff como oficial de cubierta, Alexander Wraith como piloto de carga y Philip Alexander como oficial de seguridad. Lateef Crowder, Barry Lowin y Brendan Wayne están acreditados como dobles de acción para The Mandalorian. Caitlin Dechelle, Lauren Kim y Caitlin Hutson, Kofi Yiadom y Con Schell son los dobles de riesgo de Bo-Katan Kryze, Koska Reeves, Axe Woves y el Capitán Imperial, respectivamente. “El Niño” fue interpretada por varios titiriteros.
Jon Favreau vio a Mercedes Varnado en un episodio de Hot Ones, y un agente de casting se acercó a ella a través de Instagram. Varnado agradeció la oportunidad, pero estaba preocupada por hacer que funcionara con su agenda de viajes de la WWE, y también nerviosa por su primera vez haciendo este tipo de actuación. Favreau, Filoni y Howard la apoyaron y respondieron cualquier pregunta que tuviera. Favreau le aseguró que "haces WWE todas las semanas y lo haces en vivo. Eres fabuloso. Hay una razón por la que quería que fueras parte del programa".
La actriz Janina Gavankar, que anteriormente prestó su voz y realizó la captura de movimiento para el juego Star Wars Battlefront II, ayudó a Frank Ippolito en la actuación de títeres de un trabajador portuario de Mon Calamari.

### Música
Ludwig Göransson compuso la partitura musical del episodio. Las pistas destacadas se lanzaron el 20 de noviembre de 2020, en el primer volumen de la banda sonora de la segunda temporada.
Göransson quería que el tema de Bo-Katan fuera extremadamente enérgico, porque "aparece con tanta velocidad y energía" y le dio lo que él llamó un sonido techno industrial de gran producción. Él explica: "Gran parte del espectáculo usa todos estos géneros musicales diferentes y los combina a través de técnicas de producción" y "Con Bo-Katan es un sonido de sintetizador muy distorsionado que se ejecuta a través de un efecto de patrón de puerta".

## Recepción
En Rotten Tomatoes, el episodio recibió una calificación de aprobación del 98% según las reseñas de 50 críticos, con una calificación promedio de 8.3/10. El consenso de los críticos del sitio web dice: "Bryce Dallas Howard regresa detrás de la cámara para ofrecer una entrega llena de acción que tiene suficientes huevos de Pascua para mantener felices a los acérrimos, mientras prepara muchas cosas emocionantes por venir". 
Noel Murray de The New York Times elogió a la directora Bryce Dallas Howard: "Hasta ahora, los dos episodios de Mandalorian de Howard han equilibrado secuencias de acción emocionantes con momentos de personajes más tranquilos. Empecé a esperar ver su nombre en los créditos". Paul MacInnes de The Guardian escribió: "Para mí, lo mejor del episodio de esta semana fueron los descensos. Dos escenas separadas de barcos precipitándose hacia el suelo que parecían como si fueran a estallar: esas fueron algunas emociones televisivas de alto octanaje allí mismo". Huw Fullerton de Radio Times le dio al episodio 4 de 5 y escribió: "Teniendo en cuenta lo escasa que fue la narración de The Mandalorian en la primera temporada, es interesante ver cuánto más complejo, y vinculado a la tradición anterior de Star Wars, se está volviendo la segunda temporada."  Keith Phipps de New York Magazine le dio 4 de 5 y elogió la escritura por conectarse más profundamente con la tradición de Star Wars mientras mantiene esos detalles puramente opcionales para los espectadores más casuales. Katie Rife de The AV Club le dio al episodio una calificación B. Rife elogió el episodio por agregar nuevas dimensiones al personaje de The Mandalorian y la alegría de ver a los Stormtroopers siendo derribados, "volando como astillas de madera de una motosierra". Estaba decepcionada de que el Capitán Imperial interpretado por la estrella invitada Titus Welliver hablara con un acento estadounidense en lugar de británico como los Imperiales anteriores. Llamó a la trama secundaria de Frog Lady dulce y conmovedora.